# Butylcyanacrylat
Butylcyanacrylat ist eine Carbonsäureester aus der Gruppe der Cyanacrylate, der sich von der 2-Cyanacrylsäure und von 1-Butanol ableitet. Die Verbindung wird als Klebstoff eingesetzt, insbesondere im medizinischen Bereich.

## Herstellung
Butylcyanacrylat wird durch Knoevenagel-Kondensation aus Butylcyanacetat und Formaldehyd gewonnen, wobei es zunächst als Polymer anfällt. Dieses wird durch Pyrolyse oder Einwirkung von Mikrowellenstrahlung depolymerisiert.

## Eigenschaften und Reaktionen
Butylcyanacrylat ist eine niedrigviskose Flüssigkeit, die leicht polymerisiert, worauf die Klebewirkung beruht. Durch Polymerisation von Butylcyanacrylat in stark verdünnter Salzsäure können Nanopartikel hergestellt werden.

## Verwendung
Butylcyanacrylat wird als Klebstoff zum Verschließen von Schnittwunden verwendet, als Alternative zu anderen Techniken wie dem Vernähen. In einem Review wurde die Wundverklebung mit typischen Versorgungstechniken verglichen. Der Einsatz von Klebstoff ist schneller in der Durchführung und der Klebstoff muss im Gegensatz zu Nahtfäden nicht gezielt entfernt werden. Beim kosmetischen Ergebnis wurden keine relevanten Unterschiede festgestellt. Bei der Beurteilung des Schmerzempfindens fielen die Ergebnisse eindeutig zugunsten der Verklebung aus. Nachteile der Klebstoffbehandlung sind ein etwas häufigeres Aufreißen der Verletzungen (Dehiszenz) und gelegentliche Hautreizungen. Butylcyanacrylat wurde auch mit 2-Octylcyanacrylat verglichen, das analog eingesetzt wird. Bei den genannten Eigenschaften wurden keine nennenswerten Unterschiede zwischen beiden Verbindungen gefunden. Butylcyanacrylat wird auch in der Embolisation von Blutgefäßen bei Arteriovenösen Malformationen verwendet.